# Acquisition d'objectif

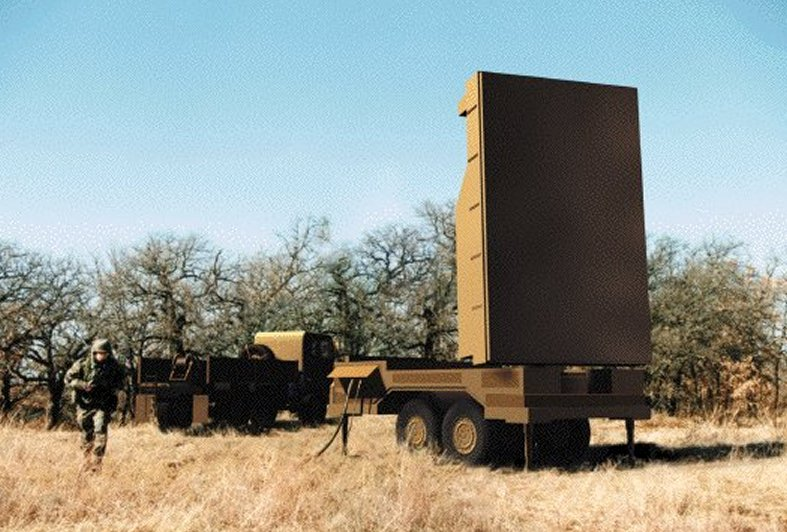
Radar de contre-batterie UN-TPQ 47, pour l'armée américaine, dernière acquisition de cible et de l'artillerie, la localisation par radar

L'acquisition d'objectif est la détection, l'identification et la localisation d'une cible de façon suffisamment détaillée pour permettre l'emploi efficace des moyens létaux et non-létaux. Le terme est utilisé pour un large domaine d'applications.
Une « cible » ici est une entité ou un objet considéré pour un engagement ou un autre action. Les objectifs comprennent un large éventail de ressources qu'un commandant ennemi peut utiliser pour mener des opérations, y compris les unités mobiles et fixes, les forces, de l'équipement, des capacités, des installations, des personnes et des fonctions. Il[Quoi ?] peut comporter des cibles d'acquisition d'inter-ciblage ou les opérations d'information.
Techniquement, l'acquisition d'objectif peut simplement être le processus d'un système d'arme à décider de l'objet à cibler, par opposition à la surveillance d'une cible, de l'autre côté; par exemple, dans un système antiaérien.

## L'histoire
L'acquisition d'objectif, selon les doctrines de la guerre froide et de l'après–guerre froide, ont porté sur l'identification des capacités, les atouts et l'identité des formations militaire, des systèmes de défense aérienne, d'artillerie avec l'observateur d'artillerie, de roquettes, de missiles et d'identifier d'autres objectifs à haut rendement (HPTs) et des objectifs de grande importance (HVTs).  Les cibles HPT, lorsqu’elles sont engagées successivement et neutralisées contribuent de manière significative à la réussite au mode d'action du « commandant allié ». La cible HVT est une cible qu'un « commandant ennemi » exige l'achèvement d'une mission. Ils semblent tous deux accomplir la même tâche, mais elles sont différents dans le cadre de l'analyse du processus de ciblage.
Depuis les attentats du 11 septembre, l'acquisition d'objectif est devenue très technique, robuste et complexe en raison de la priorité des types de cibles, y compris le ciblage d'individus. Alors qu'un satellite peut localiser un lanceur de missiles ou d'une formation de 16 chars d'assaut de par sa forme, la chaleur de la signature ou de la taille, il ne peut pas identifier et localiser 1 individu parmi 7 milliards, sans avoir une personne sur le terrain, afin de reconnaître, de signaler et d'engager cette personne. Cela requiert aussi une amélioration des sources de renseignement d'origine humaine (ROHUM) ou l'amélioration de la technologie biométrique pour les fins d'identification positive des individus dans le processus de ciblage. L'articulation processus de ciblage est mieux adapté pour cibler les personnes. La dernier document de doctrine américaine disponible est la JP 3-60, Joint Doctrine for Targeting.